# Kounang
Kounang est un village de la Région du Littoral au Cameroun, situé dans la commune de Bonaléa

## Population et développement
En 1967, la population de Kounang était de 158 habitants, essentiellement des Bankon (Abo). Elle était de 120 habitants dont 70 hommes et 50 femmes, lors du recensement de 2005.